# Trois femmes en colère
Pour plus de détails, voir Fiche technique et Distribution.
Trois femmes en colère est un téléfilm français réalisé par Christian Faure, et diffusé pour la première fois le 5 mars 2014 sur France 2.
Il s'agit d'une libre adaptation de La Touche étoile (2006) de Benoîte Groult.

## Synopsis
Trois destins de femmes sur trois générations.

## Fiche technique
- Réalisation : Christian Faure
- Production : Marie Stym-Popper et Nagui
- Scénario : Christian Faure, Élodie Namer, Alix Girod de l'Ain d'après La Touche étoile de Benoîte Groult
- Musique : Charles Court
- Sociétés de productions : BE-FILMS (co-production), Fiction'Air et France 2
- Tournage : octobre 2012
- Date de première diffusion : 5 mars 2014

## Distribution
- Marina Vlady : Alice
- Florence Pernel : Marion
- Bruno Todeschini : Marc
- Jacques Ciron : Adrien
- Lucile Krier : Olympe
- Claire Bouanich : Moira
- James Gerard : Brian
- Ben : Sébastien